# Zhang Miao
Zhàng Miǎo (chinesisch 張邈 / 张邈, * 155; † 195) war ein Minister der chinesischen Han-Dynastie, der als Präfekt der Stadt Chenliu diente. Nach der Machtergreifung des Generals Dong Zhuo in der Hauptstadt Luoyang schloss sich Zhang Miao einer Koalition unter Führung von Yuan Shao an, die Dong Zhuo stürzen sollte, und stellte Streitkräfte auf.
Nach Auflösung der Allianz war er mit dem Kriegsherrn Cao Cao verbündet und diente ihm gemeinsam mit dem General Chen Gong. Als Cao Cao jedoch im Jahr 194 auf einem Feldzug gegen den Gouverneur Tao Qian war, erhoben sich Zhang Miao und Chen Gong und erobert mit Hilfe des Kriegsherrn Lü Bu die Region Yanzhou. Die beiden wurden jedoch von Cao Cao besiegt, und Zhang Miao fand in den Kämpfen den Tod.
| Personendaten    | Personendaten                          |
| ---------------- | -------------------------------------- |
| NAME             | Zhang, Miao                            |
| ALTERNATIVNAMEN  | Zhàng, Miǎo; 张邈 (chinesisch)         |
| KURZBESCHREIBUNG | chinesischer Minister der Han-Dynastie |
| GEBURTSDATUM     | 155                                    |
| STERBEDATUM      | 195                                    |